# Acajutiba
Acajutiba es un municipio que está al este de la Bahía. Su población es de 14.762 y su área es de 229 km² (55,08 h/km²).
Limita al norte con los municipios de Crisópolis y Río Real, al sur con el municipio de Esplanada, al este con el municipio de Río Real y a oeste con los municipios de Aporá y Esplanada. Es la tierra natal de Waldir Pires y Raimundo Brito.

## Toponimia
Acajutiba es un vocablo tupi que significa "lugar donde hay muchos cajus", cajuzal. De  acayu : cajú; y  tyba : sitio donde hay mucha abundancia de alguna cosa.

## Historia
De acuerdo con los entrevistados, todo comenzó en 1905, cuando surgieron los primeros rieles de la compañía Tráfico Férreo Federal Oriental Brasilero, uniendo el poblado a la capital del Estado, acontecimento que marcó la época, trayendo consigo un gran progreso, principalmente para el comercio local. Con esto, en los alrredores próximo a la estación surgió una pequeña cantina localizada bajo un enorme cajú. Esa taberna servía como punto de encuentro entre viajantes y mineros que venían en busca de alimentos típicos de la región.
En 1912, ya el lugar contaba con más de 25 casas y casillas. En 1918, por la Ley Estatal n.º 1.236, de 14 de mayo de 1918 firmada por el entonces Governador Severino de los Santos Vieira, antiguo político del Conde, el lugar dejó de ser población y fue elevada la categoría de Villa.

## Cultura

### Fiestas y conmemoraciones
Un aspecto importante es la cultura festiva, enraizadas a través de las manifestaciones religiosas y folclóricas; de entre los festejos realizados en el municipio en el pasado, sobresale la fiesta de Nossa Senhora das Candeias, patrona local, que tiene lugar el día 2 de febrero, cuando la ciudad amanece festiva. La iglesia se localiza en la parte central bien próxima a la estación, donde a juventud católica se reúne entre cánticos de alabanzas, y presta homenaje a la santa milagrosa que en su andar es llevada por las calles a través de una procesión, atrayendo miles de peregrinos todos los años.

## Actualidad
Hoy, la ciudad además de urbanizada, presenta aspectos de desarrollo en diversas áreas; en la educación, por ejemplo, en 1956, existían 15 unidades escolares en total, con educación fundamental común, presentando cerca de 650 alumnos matriculados.
En aspectos generales, la ciudad de Acajutiba, situada al margen de la vía Férrea Federal Oriental Brasilero, en el contexto actual, presenta aspecto agradable para una buena relación social y económica.